# Mistrovství světa ve fotbale klubů 2006
Mistrovství světa ve fotbale klubů 2006 se hrálo od 10. prosince do 17. prosince 2006 v Japonsku.

## Kvalifikované týmy
| Tým                                | Konfederace | Způsob kvalifikace                       |
| ---------------------------------- | ----------- | ---------------------------------------- |
| Přímo kvalifikováni do semifinále  |             |                                          |
| Internacional                      | CONMEBOL    | Vítěz Copa Libertadores 2006             |
| FC Barcelona                       | UEFA        | Vítěz Ligy mistrů UEFA 2005/06           |
| Přímo kvalifikováni do čtvrtfinále |             |                                          |
| Al-Ahly SC                         | CAF         | Vítěz Ligy mistrů CAF 2006               |
| Club América                       | CONCACAF    | Vítěz CONCACAF Champions' Cup 2006       |
| Čonbuk Hyundai Motors              | AFC         | Vítěz Ligy mistrů AFC 2006               |
| Auckland City FC                   | OFC         | Vítěz Klubového mistrovství Oceánie 2006 |

## Zápasy
Všechny časy jsou místní (UTC+9)

### Čtvrtfinále
| 10. prosince 2006 19:20 |        |                          |                                                                                   |
| Auckland City           | 0 – 2  | Al-Ahly SC               | Toyota Stadium, Tojota diváci: 29 922 rozhodčí: Khalil Al Ghamdi (Saúdská Arábie) |
|                         | Report | Flávio 51' Aboutrika 73' | Toyota Stadium, Tojota diváci: 29 922 rozhodčí: Khalil Al Ghamdi (Saúdská Arábie) |

| 11. prosince 2006 19:20 |        |              |                                                                                         |
| Čonbuk Hyundai Motors   | 0 – 1  | Club América | Olympijský stadion, Tokio diváci: 34 197 rozhodčí: Jerome Damon (Jihoafrická republika) |
|                         | Report | Rojas 79'    | Olympijský stadion, Tokio diváci: 34 197 rozhodčí: Jerome Damon (Jihoafrická republika) |

### Semifinále
| 13. prosince 2006 19:20 |        |                           |                                                                                      |
| Al-Ahly SC              | 1 – 2  | Sport Club Internacional  | Olympijský stadion, Tokio diváci: 33 690 rozhodčí: Subkhiddin Mohd Salleh (Malajsie) |
| Flávio 54'              | Report | Pato 23' Luiz Adriano 72' | Olympijský stadion, Tokio diváci: 33 690 rozhodčí: Subkhiddin Mohd Salleh (Malajsie) |

| 14. prosince 2006 19:20 |        |                                                    |                                                                         |
| Club América            | 0 – 4  | Barcelona                                          | Nissan Stadium, Jokohama diváci: 62 316 rozhodčí: Óscar Ruiz (Kolumbie) |
|                         | Report | Guðjohnsen 11' Márquez 30' Ronaldinho 65' Deco 85' | Nissan Stadium, Jokohama diváci: 62 316 rozhodčí: Óscar Ruiz (Kolumbie) |

### O 5. místo
| 15. prosince 2006 19:20 |        |                                                           |                                                                                      |
| Auckland City           | 0 – 3  | Čonbuk Hyundai Motors                                     | Olympijský stadion, Tokio diváci: 23 258 rozhodčí: Khalil Al Ghamdi (Saúdská Arábie) |
|                         | Report | Lee Hyun-Seung 17' Kim Hyung-Bum 31' Zé Carlos 73' (pen.) | Olympijský stadion, Tokio diváci: 23 258 rozhodčí: Khalil Al Ghamdi (Saúdská Arábie) |

### O 3. místo
| 17. prosince 2006 16:20 |        |              |                                                                                        |
| Al-Ahly SC              | 2 – 1  | Club América | Nissan Stadium, Jokohama diváci: 51 641 rozhodčí: Jerome Damon (Jihoafrická republika) |
| Aboutrika 42', 79'      | Report | Cabañas 59'  | Nissan Stadium, Jokohama diváci: 51 641 rozhodčí: Jerome Damon (Jihoafrická republika) |

### Finále
| 17. prosince 2006 19:20  |        |           |                                                                             |
| Sport Club Internacional | 1 – 0  | Barcelona | Nissan Stadium, Jokohama diváci: 67 128 rozhodčí: Carlos Batres (Guatemala) |
| Adriano Gabiru 82'       | Report |           | Nissan Stadium, Jokohama diváci: 67 128 rozhodčí: Carlos Batres (Guatemala) |

## Vítěz
| Mistrovství světa ve fotbale klubů 2006 Sport Club Internacional První titul Clemer, Ceará, Índio, Fabiano Eller, Rubens Cardoso, Edinho, Wellington Monteiro, Alex, Fernandão , Iarley, Alexandre Pato, Fabián Vargas, Luiz Adriano, Adriano Gabiru Trenér:Abel Braga |